# 林田明佳
林田 明佳（はやしだ あすか、1986年1月28日 - ）は長崎県大村市出身の元バスケットボール選手である。シャンソンVマジックに所属していた。ポジションはフォワード。

## 人物
地元の中学を卒業後、長崎女子高等学校に進学。1年と3年の時にインターハイ、国体、ウインターカップと「国内3大大会」に出場し、3年時には地元・長崎県で開催されたインターハイとウインターカップとも3位に輝いた。拓殖大学卒業後、シャンソン化粧品に入社。
2004年に中国で開催されたアジアジュニア選手権日本代表も経験した。2012年引退。

## 経歴
- 長崎女子高校 - 拓殖大学 - シャンソン化粧品（2008年〜2012年）

## 日本代表歴
- 2004アジアジュニア選手権